# Chrysobothris amurensis
Chrysobothris amurensis es una especie de escarabajo del género Chrysobothris, familia Buprestidae. Fue descrita científicamente por Pic en 1904.